# 黃永傑
黃永傑（英語：Wong Wing-kit，1982年—），前香港九龍城區議會常樂選區議員，民主黨黨員，前香港民主民生協進會成員。2017年因不滿譚國僑及馮檢基代表民協參選2016年香港立法會選舉而退出民協。

## 區議會選舉

### 2019年區議會選舉
2019年區議會選舉中黃永傑以民主黨身分角逐2019年九龍城區議會常樂區議員。
| 政党   | 政党   | 候选人    | 票数  | %      | ±      |
| ------ | ------ | --------- | ----- | ------ | ------ |
|        | 民建聯 | ①. 陸勁光 | 3,250 | 40.87% | -11.34 |
|        | 民主黨 | ②. 黃永傑 | 4,583 | 57.63% | +13.77 |
|        | 無黨派 | ③. 吳嘉輝 | 119   | 1.50%  | 不適用 |
| 多数票 | 多数票 | 多数票    | 1,214 | 16.76% | +1.5   |

## 公職

### 區議會公職 (2019-2021)
- 九龍城區議會議員[2]
- 檢討九龍城區議會會議常規工作小組(非常設工作小組)成員
- 九龍城區議會防疫工作小組(非常設工作小組)成員